# Scarlet Gruber
Scarlet Gruber  (Caracas, Venezuela 1989. február 10. –) venezuelai színésznő.

## Élete és pályafutása
1989. február 10-én született Caracasban. Édesanyja Astrid Gruber, édesapja Gabriel Fernández. Mindketten színészek. Egy húga van, Stephany Gabriela. Hatéves kora óta él Miamiban.
2010-ben az Aurorában debütált, mint Jenny. 2013-ban kettős szerepet kapott a Cosita Lindában.

## Filmográfia

### Televízió
| Év          | Eredeti Cím        | Cím                         | Szerep                                        | Magyar hang        |
| ----------- | ------------------ | --------------------------- | --------------------------------------------- | ------------------ |
| 2010        | Aurora             |                             | Jenny                                         |                    |
| 2011        | Corazón apasionado | Csók és csata               | Rebeca Marcano                                | Csuha Borbála      |
| 2012        | Rosario            | Rosario – A múlt fogságában | Cecilia Garza                                 | Csuha Borbála      |
| 2014        | Cosita Linda       |                             | María José 'Marijosé' Luján és Mariana Vargas |                    |
| 2014 - 2015 | Tierra de Reyes    |                             | Andrea del Junco                              |                    |
| 2017-2018   | Sin tu mirada      | Pillantásod nélkül          | Vanessa Villoslada Balmaceda                  | Bogdányi Titanilla |
| 2019 - 2020 | Médicos            | Vészhelyzet Mexikóban       | Tania Olivares                                | Sánta Annamária    |
| 2020 - 2021 | Quererlo todo      |                             | Sandy Cabrera Tellez                          |                    |
| 2021        | Sí nos dejan       | Alicia új élete             | Julieta Lugo                                  | Bogdányi Titanilla |

### Film
| Év   | Eredeti Cím                 | Cím | Szerep    |
| ---- | --------------------------- | --- | --------- |
| 2012 | Con Elizabeth en Mount Dora |     | Elizabeth |
| 2014 | Los Ocho                    |     | Tina      |